# 两亭镇
两亭镇，是中华人民共和国陕西省宝鸡市麟游县下辖的一个乡镇级行政单位。

## 行政区划
两亭镇下辖以下地区：
两亭村、河滩村、冯家湾村、南沟河村、水磨沟村、龙嘴村、马家山村、丰和寺村、李家河村、叶家塬村、天堂村、张家塬村、崖窑村、园子坪村、西坡村、陈家沟村、旧庄村和丰泉村。